# 1744
| [ Edytuj tabelę ]              | |
| Król Polski                    | - 1733 August III Sas 1763 |
| Współksiążęta Andory           | - 1738 Jordi Curado y Torreblanca 1747 - 1715 Ludwik XV 1774                                                                                    |
| Elektor Bawarii                | - 1726 Karol Albert 1745 |
| Sułtan Brunei                  | - 1730 Muhammad Alauddin 1745 |
| Cesarz Chin                    | - 1735 Qianlong 1796 |
| Król Czech                     | - 1743 Maria Teresa 1780 |
| Król Danii                     | - 1730 Chrystian VI 1746 |
| Dalajlama                      | - 1708 Kelzang Gjaco 1757 |
| Cesarz Etiopii                 | - 1730 Ijasu II 1755 |
| Król Francji                   | - 1715 Ludwik XV 1774 |
| Król Hiszpanii                 | - 1724 Filip V 1746 |
| Landgraf Hesji-Kassel          | - 1730 Fryderyk I Heski 1751 |
| Stadhouder Holandii            | - 1702 drugi okres bez stadhoudera 1747 |
| Szach Iranu                    | - 1736 Nadir Szah Afszar 1747 |
| Państwo Wielkich Mogołów       | - 1720 Mohammed Szah 1748 |
| Król Irlandii                  | - 1727 Jerzy II Hanowerski 1760 |
| Cesarz Japonii                 | - 1735 Sakuramachi 1747 |
| Kalif                          | - 1736 Mahmud I 1754 |
| Patriarcha Konstantynopola     | - 1743 Neofit VI 1744 - 1744 Paisjusz II 1748                                                                                                   |
| Władca Korei                   | - 1724 Yŏngjo 1776 |
| Książę Liechtensteinu          | - 1732 Józef Wacław 1745 |
| Sułtan Maroka                  | - 1740 Abdullah ibn Ismail 1745 |
| Książę Monako                  | - 1733 Honoriusz III 1793 |
| Król Nawarry                   | - 1710 Ludwik XV 1774 |
| Król Norwegii                  | - 1730 Chrystian VI 1746 |
| Sułtan Omanu                   | - 1743 Balarab ibn Himjar ibn Sultan 1749 |
| Elektor Palatynatu             | - 1742 Karol IV Teodor 1799 |
| Papież                         | - 1740 Benedykt XIV 1758 |
| Książę Parmy i Piacenzy        | - 1740 Maria Teresa 1748 |
| Król Portugalii                | - 1706 Jan V 1750 |
| Król w Prusach                 | - 1740 Fryderyk II Wielki 1772 |
| Car Rosji                      | - 1741 Elżbieta 1762 |
| Cesarz Rzymski (niemiecki)     | - 1742 Karol VII Bawarski 1745 |
| Kapitanowie Regenci San Marino | - 1743 Giacomo Begni Francesco Antonio Righi 1744 - 1744 Giuseppe Onofri Alfonso Giangi 1744 - 1744 Giovanni Maria Giangi Vincenzo Moracci 1745 |
| Elektor Saksonii               | - 1733 Fryderyk August II (król Polski) 1763 |
| Król Sardynii                  | - 1730 Karol Emanuel III 1773 |
| Król Szwecji                   | - 1720 Fryderyk I Heski 1751 |
| Król Tajlandii                 | - 1733 Boromma Kot 1758 |
| Sułtan Turków                  | - 1730 Mahmud I 1754 |
| Doża Wenecji                   | - 1741 Pietro Grimani 1752 |
| Król Węgier                    | - 1740 Maria Teresa 1780 |
| Monarcha Wielkiej Brytanii     | - 1727 Jerzy II 1760 |
| Premier Wielkiej Brytanii      | - 1743 Henry Pelham 1754 |

Rok 1744 / MDCCXLIV
stulecia: XVII wiek ~
XVIII wiek ~
XIX wiek

lata: 1734 «
1739 «
1740 «
1741 «
1742 «
1743 «
1744
» 1745
» 1746
» 1747
» 1748
» 1749
» 1754

## Wydarzenia w Polsce
- 22 listopada – król August III Sas wydał zgodę na zmianę nazwy miasta Lewartów na Lubartów.

## Wydarzenia na świecie
- 22 lutego – wojna o sukcesję austriacką: flota hiszpańsko-francuska pokonała Royal Navy w bitwie pod Tulonem[1].
- 4 marca - w Wiedniu zmarł Leopold, ostatni z książąt Schleswig-Holstein-Sonderburg-Wiesenburg, niemieckiego rodu wywodzącego się z dynastii Oldenburgów.
- 4 października – zatonął HMS Victory, przedostatni o tej nazwie okręt liniowy Royal Navy, ostatni uzbrojony wyłącznie w brązowe działa, zginęło 1150 osób.
- 8 grudnia – założono miasto Copiapó w północnym Chile.

## Urodzili się
- 6 lutego – Pierre Joseph Desault, francuski chirurg (zm. 1795)
- 12 lutego – Jan Piotr Bangue, francuski duchowny katolicki, męczennik, błogosławiony (zm. 1792)
- 13 lutego - John Walker, amerykański prawnik, wojskowy, polityk, senator ze stanu Wirginia (zm. 1809)
- 11 lipca - Pierce Butler, amerykański polityk, senator ze stanu Karolina Południowa (zm. 1822)
- 20 lipca - Joshua Clayton, amerykański prawnik, polityk, senator ze stanu Delaware (zm. 1798)
- 1 sierpnia – Jean-Baptiste de Lamarck, francuski przyrodnik, twórca wczesnej teorii ewolucji zwanej lamarkizmem (zm. 1829)
- 16 sierpnia – Pierre Méchain, francuski astronom, geodeta (zm. 1804)
- 25 sierpnia – Johann Gottfried Herder, pisarz niemiecki (zm. 1803)
- 5 września – Michał Franciszek de la Gardette, francuski duchowny katolicki, męczennik, błogosławiony (zm. 1792)
- 25 września – Fryderyk Wilhelm II Hohenzollern, król pruski (zm. 1797)
- 12 października – Piotr Ludwik de la Rochefoucauld, francuski duchowny katolicki, biskup Saintes, męczennik, błogosławiony (zm. 1792)
- 11 listopada - Abigail Adams, amerykańska feministka, pierwsza dama (zm. 1818)

Data dzienna nieznana: 
- Tomasz Choe Pil-gong, koreański męczennik, błogosławiony katolicki (zm. 1801)

## Zmarli
- 24 stycznia – Maria Poussepin, francuska zakonnica, założycielka Sióstr Miłosierdzia Dominikanek od Ofiarowania NMP, błogosławiona katolicka (ur. 1653)
- 5 kwietnia – Maria Krescencja Höss, niemiecka zakonnica III Zakonu Regularnego św. Franciszka, święta katolicka (ur. 1682)
- 11 kwietnia – Antioch Kantemir, rosyjski poeta i dyplomata (ur. 1708)
- 25 kwietnia – Anders Celsius, szwedzki astronom i fizyk (ur. 1701)
- 30 maja – Alexander Pope, angielski poeta (ur. 1688)
- 30 czerwca – January Maria Sarnelli, włoski redemptorysta, błogosławiony katolicki (ur. 1702)
- 9 lipca – Kasper Niesiecki, polski genealog heraldyk, jezuita (ur. 1682)
- lipiec – Aleksander Poniatowski, brat króla polskiego Stanisława Augusta (ur. 1725)

## Święta ruchome
- Tłusty czwartek: 13 lutego
- Ostatki: 18 lutego
- Popielec: 19 lutego
- Niedziela Palmowa: 29 marca
- Wielki Czwartek: 2 kwietnia
- Wielki Piątek: 3 kwietnia
- Wielka Sobota: 4 kwietnia
- Wielkanoc: 5 kwietnia
- Poniedziałek Wielkanocny: 6 kwietnia
- Wniebowstąpienie Pańskie: 14 maja
- Zesłanie Ducha Świętego: 24 maja
- Boże Ciało: 4 czerwca